# Fluweelboleet
De fluweelboleet (Xerocomus subtomentosus, basioniem: Boletus subtomentosus) is een eetbare paddenstoel uit de familie Boletaceae. Het is een ectomycorrhizapartner van loof- en naaldbomen in gemengde bossen, bij voorkeur op wat voedselarmere, zandige tot lemige grond. Tamelijk algemeen in de duinen en de hoge zandgronden. 

## Kenmerken

### Uiterlijke kenmerken
Hoed
Het is een tamelijk forse boleet, variabel: de hoed is middelbruin, geelbruin tot rossig bruin, olijfbruin, groenachtig of geel, fijn viltig, jong soms bijna glad, later dikwijls openbrekend. 
Buisjes en poriën
De buisjes zijn aangehecht of iets aflopend, geel, geelbruin tot geelgroen. De poriën zijn vrij grof, vaak ongeveer hoekig en hebben een diameter groter dan 0,5 mm. De kleur is helder geel later groengeel, blauw verkleurend bij kneuzing. 
Steel
De steel is cilindrisch of naar de voet versmald, crème tot geel, vaak met onregelmatige lengteribbels die soms een grofmazig net vormen. De myceliumstrengen aan de voet zijn wit gekleurd. 
Vlees
Het vlees is bleek- tot heldergeel, soms met een rossige tint in de voet, niet of langzaam blauw verkleurend. 

### Microscopische kenmerken
De sporen zijn bleekgeel, elliptisch tot spoelvormig en meten 10,0-16,5 × 4,5-6,0 µm, Q-getal 1,8 tot 2,9 en Q-avg 2,2 tot 2,6. De apiculus heeft een duidelijk deukje. De clavate basidia zijn 25 tot 35 (40) × 7 tot 10 µm groot. De cystidia zijn spoelvormig tot flesvormig en afgerond aan de punt; ze meten 35 tot 60 × 7 tot 11 µm. De hoedhuid heeft rechtopstaande hyfenuiteinden met geelbruine eindcellen. Deze zijn lang en dun (40 × 15 µm).

## Vergelijkbare soorten
Hij kan worden verward met de: 
- Roodsteelfluweelboleet (Boletus chrysenteron); deze soort is zeldzamer, roodbruin en fluwelig. Door druk wordt de kleur donkerbruin. De opperhuid barst zelden en ook de roze kleur onder de opperhuid ontbreekt.
- Bruine fluweelboleet (Xerocomus  ferrugineus); deze soort is eveneens variabel in kleur en verschilt voornamelijk in het witte vlees, geel basaal mycelium en iets bredere sporen.

## Ecologie
De fluweelboleet vormt mycorrhiza met loofbomen, vooral eik (Quercus), minder vaak Fagus, zelden met naaldbomen (vooral den (Pinus)). Hij komt voor in loof- en gemengde bossen en beplante wegbermen, vooral op voedselarme, humusarme, zandige bodems.

## Verspreiding
De fluweelboleet is meridionaal tot boreaal verspreid, mogelijk ook boreo-subtropisch. Hij komt voor in Noord-Amerika, Europa, Noord-Afrika, Centraal-Azië, Japan en waarschijnlijk ook in Indonesië. In Europa komt de soort overal voor, behalve in de meest noordelijke regio's.

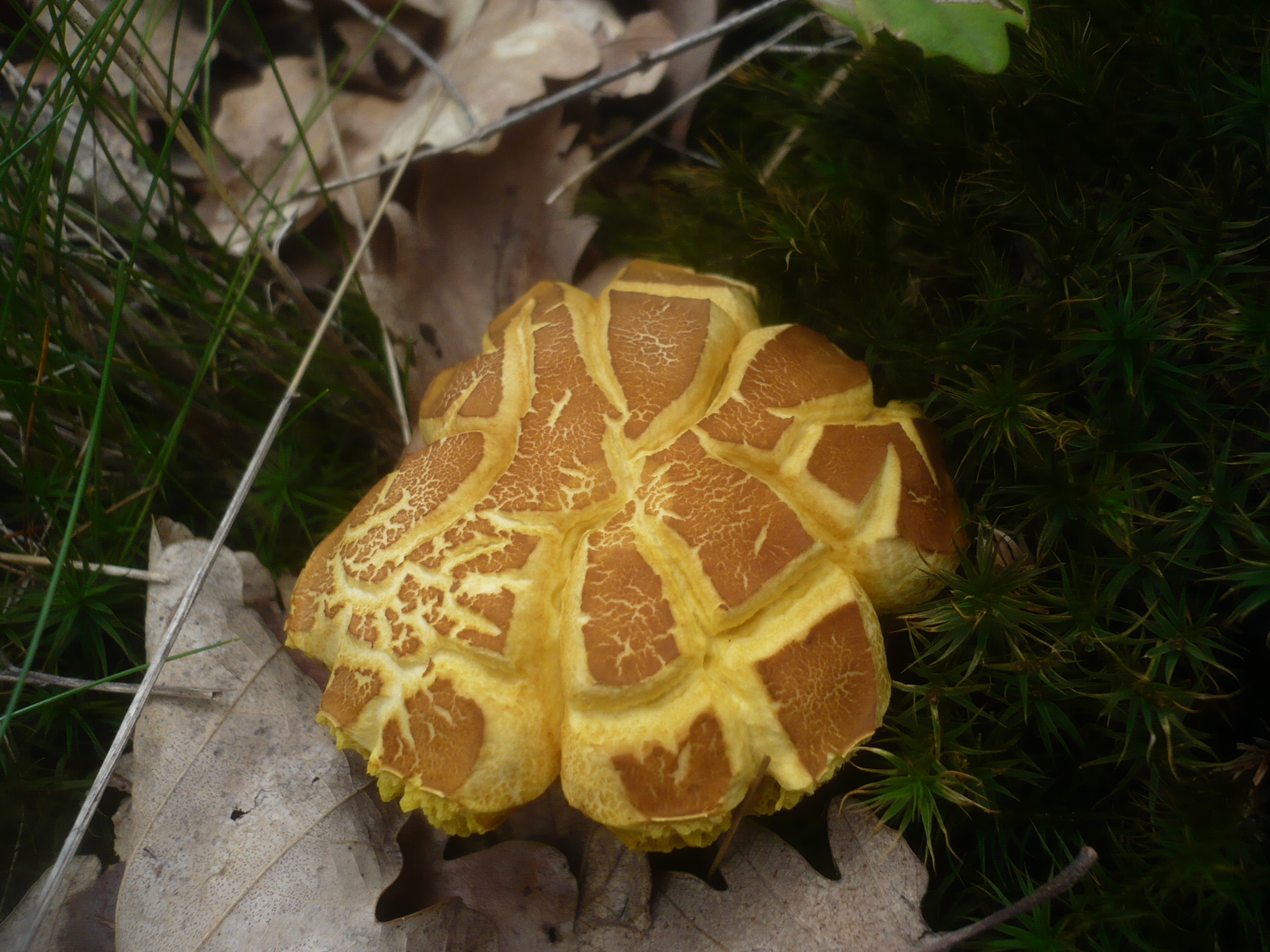
Hoed
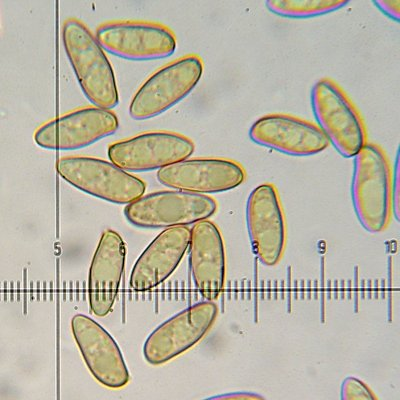
Sporen
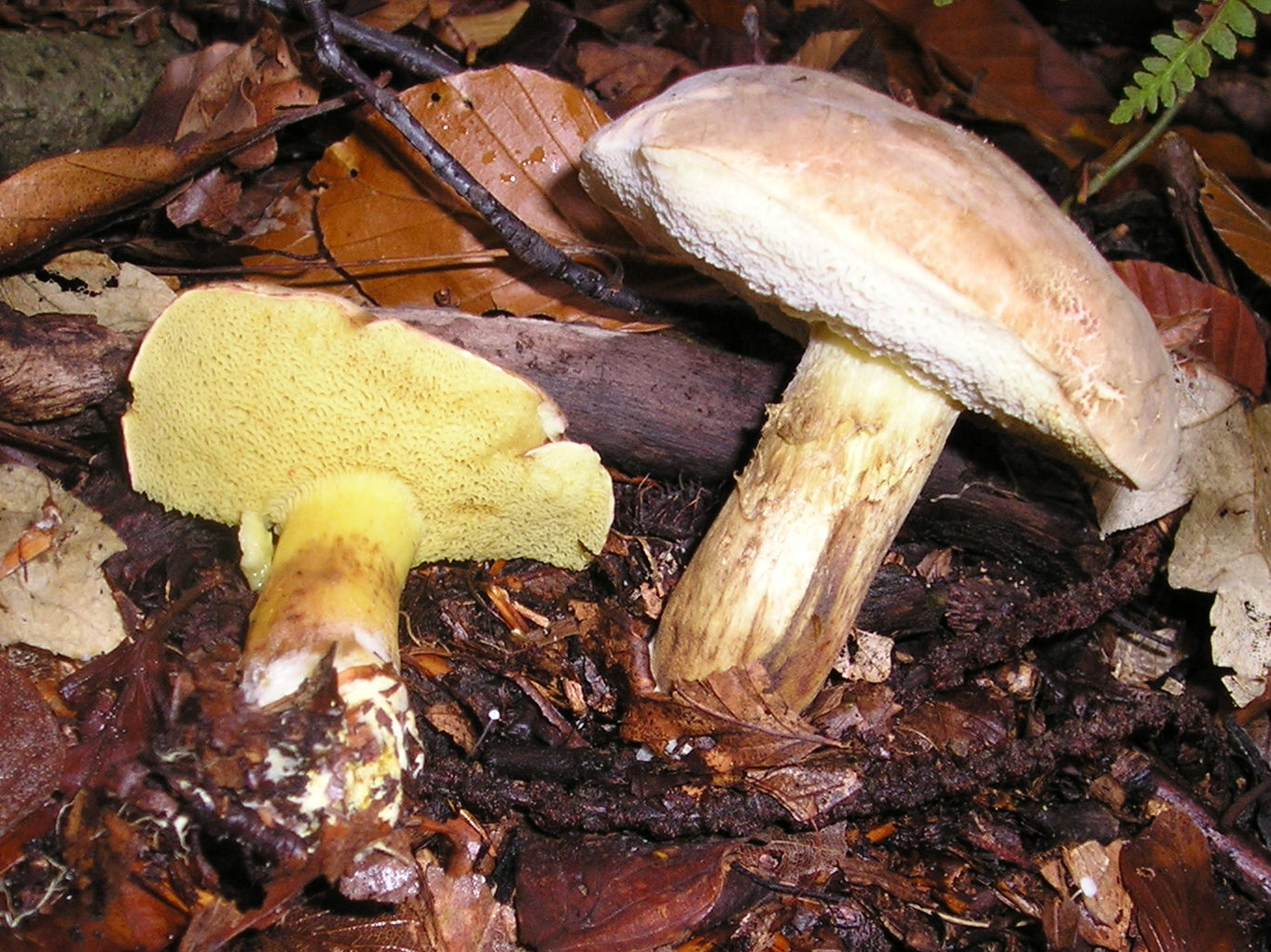
Steel en poriën
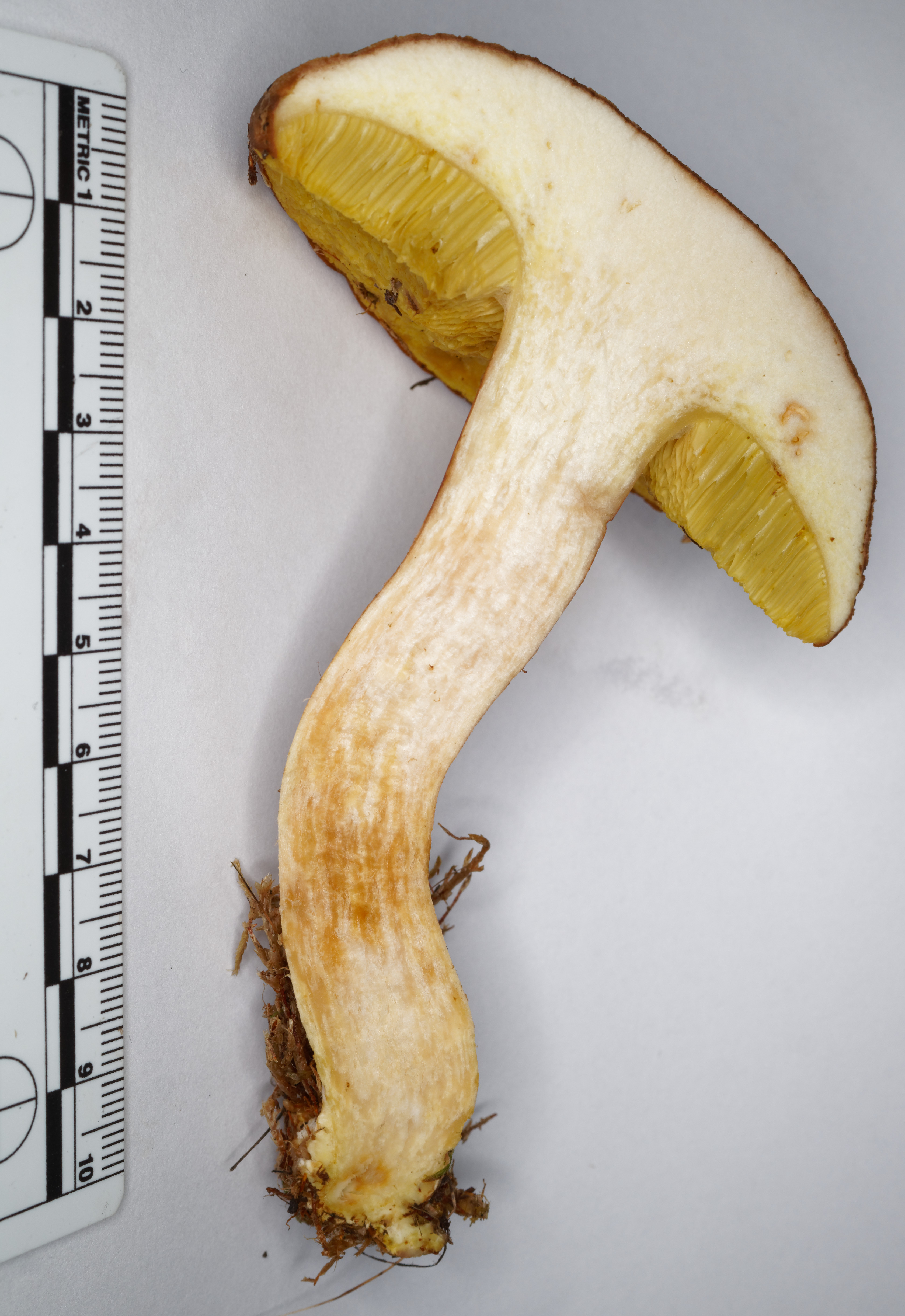
Doorsnede